# Байсубаково
Байсуба́ково (чув. Паçпак) — деревня в Абашевском сельском поселении Чебоксарского района Чувашской Республики Российской Федерации.

## География
Расположена южнее р. Рыкша, близ автомагистрали М-7. Расстояние до Чебоксар 23 км, до райцентра 11 км.

## Название
Название происходит от мужского языческого имени «Байсубак».

## История
Образовано в 1977 году путем объединения деревень Переднее Байсубаково и Заднее Байсубаково.
До 1866 года жители обеих деревень являлись государственными крестьянами; занимались земледелием, животноводством, домашним ремеслом и пр. В XVIII веке обе деревни числились в составе Акулевской волости Цивильского уезда Казанской губернии, а с 1786 по 1927 годы в составе Чебоксарского уезда. В 1927 году, с образованием Чебоксарского района, входили в состав Байсубаковского сельсовета. В 1920—1930-е гг. в деревнях действовала промысловая артель по выработке кулей и рогож, инвалидная артель с цехами ободнополозного и кулеткаческого производства. В 1929 году в Переднем Байсубаково образован колхоз «КИМ», а в 1931 году в Заднем Байсубаково колхоз «Канаш». В 1951 году в результате объединения колхозов «КИМ», «Канаш» и колхоза деревни Эзеккасы возник колхоз им. Ленина. В 1954 году деревни вошли в состав Клычевского сельсовета, а в 1959 году в Абашевский.

## Население
| 2010 | 2012 |
| ---- | ---- |
| 266  | ↗291 |

## Знаменитые личности
- Алексеев, Борис Алексеевич — чувашский советский актёр, режиссёр театра, педагог. Народный артист СССР.
- Александров, Юрий Александрович — хмелевод-селекционер.